# Лунтанг
Лунтангът е музикален перкусионен инструмент от групата на пластинковите. Състои се от 5 вертикално висящи дълги цилиндрични дървени пластини, висящи на стойка. Инструментът е характерен за музиката на Филипините, по-специално на провинция Магинданао.